# Attatha abyssinica
Attatha abyssinica là một loài bướm đêm trong họ Noctuidae.